# District de Fuwa
Le district de Fuwa (不破郡, Fuwa-gun) est un district de la préfecture de Gifu au Japon.
Au 1er mai 2014, sa population était de 35 658 habitants pour une superficie de 106,43 km2.

## Communes du district
- Sekigahara
- Tarui